# Црква Светог Ђорђа у Славињи
Црква Светог Ђорђа у Славињи је споменик културе у селу Славиња. Не зна се тачно када је ова црква изграђена, а живописана је 1844. године. Тренутно је у лошем стању, са готово свим уништеним фрескама а кров је такође руиниран. Проглашена је за споменик културе 1984. године.

## Изглед
Саграђена је на месту старе цркве 1848. године. 
Црква је архитектонски скромна грађевина, има правоугаоне основе са полуктужном олтарском и источном апсидом. Црква има и двосливни кров покривен ћерамидом. Има лук од пљоснатог камена а изнад њега се налази кров. На луку се примећују отвори уграђених керамичких цеви што је урађено ради боље акустике. На истоку се налази олтарска полукружна апсида покривена каменим плочама. Под је обложен даскама. Олтар је израђен од монолитног камена који је сав у натписима а у трећем реду је написана година 1845. која је ранија у односу на годину на улазу у цркву.
Касније је у западном делу преграђено женско одељење, затворено решеткама и подигнуто за два степеника изнад основног нивоа. Изграђен је и притвор са јужне стране где се налази камена чесма. Био је дужине колико и црква, на истоку и на западу са зидовима а на југу отворен са дрвеном колонадом. Припрата је готово цела уништена док су западни и источни зид сачувани и обликоване камене стопе за четири колоне. Кроз припрату се улазило у саму цркву.
Иза престола се види фреска са натписом Ђирило и Методије - просветитељи. Ту се налази и слика Праусије односно Другог доласка на којој је потписан Коца, зограф највероватније.
Изнад улазних врата је звоно које су направила браћа Ђукмеџијови из Самокова 1881. године.
У дворишту се налази десетак гробова свештеника, који су служили у цркви. Надгробни споменици датирају од 1852. године.
Иконостас је декорисан дуборезом, са престоним и празничним сликама и иконама. Иконе је углавном узрађивао Јован Иконописац Самоковлија. Изнад сваке од главних икона су имена људи који су их поклонили.